# Маккей, Джордж
Джордж Э́ндрю Джей Макке́й (англ. George Andrew J. MacKay; род. 13 марта 1992, Лондон, Англия, Великобритания) — английский актёр. Наиболее известен по фильмам «Мальчики возвращаются» (2009), «Как я теперь люблю» (2013), «Капитан Фантастик» (2016), «1917» (2019) и мини-сериалу «11.22.63» (2016).
В 2009 году был удостоен премии Федерации Еврейских общин России «Человек года» за воплощение образа еврейского партизана Арона Бельского в художественном фильме «Вызов». На Каннском кинофестивале 2017 года Маккей получил награду Trophée Chopard как открытие года. В том же году он был номинирован на премию BAFTA как восходящая звезда.

## Биография
Джордж Маккей родился в Лондоне в семье австралийца Пола Маккея, который работает в сфере освещения сцены, и Ким Бейкер, художника по костюмам. Учился в Харродианской школе. В 19 лет предпринял неудачную попытку поступить в Королевскую академию драматического искусства и Лондонскую академию музыкального и драматического искусства.
В 2002 году во время обучения в школе Маккей был замечен агентом по поиску талантов, который предложил ему прослушивание на роль в экранизации «Питера Пэна» Пи-Джея Хогана. Джордж получил роль одного из Пропавших мальчишек, Карли. В 2005 году в возрасте 13 лет он получил роль Риччио в экранизации популярного детского романа Корнелии Функе «Лорд Вор». Он также сыграл главную роль в телевизионной драме BBC из трёх частей «Джонни и бомба», адаптации одноимённого романа Терри Пратчетта. Позднее он не смог поступить ни в Королевскую академию драматического искусства, ни в Лондонскую академию музыкального и драматического искусства.
Маккей также появлялся на телевидении в шоу «Роуз и Малони», «Следы на снегу» и «Судебное дело».
В 2008 году Маккей сыграл Арона, самого младшего из четырёх братьев Бельских, в фильме «Вызов». В 2009 году он исполнил роль Гэрри в «Мальчики возвращаются» с Клайвом Оуэном в главной роли. Джордж снялся вместе с Минни Драйвер, Анейрином Барнардом и Кимберли Никсон в музыкальном фильме Марка Эванса «То, что надо!», действие которого происходит в 70-х годах в Суонси.
В 2012 году он сыграл главного героя в фильме «Рядовой Писфул» и появился в вдохновляющей картине «Лучший из мужчин».
В 2013 году Джордж сыграл Эдди в фильме «Как я теперь люблю» режиссёра Кевина Макдональда и Дэйви в мюзикле «Солнце над Литом» на песни группы The Proclaimers, режиссёра Декстера Флетчера.
В 2014 году Маккей сыграл роль 20-летнего Джо в фильме «Гордость» (основанный на реальной истории) о гомофобии в Британии, в котором также принял участие Билл Найи. В картине рассказывается о группе LGSM (Лесбиянки и геи в поддержку шахтёров), которая пыталась помочь бастующим шахтёрам в Уэльсе в 1984—1985 годах.
С 14 апреля по 23 мая 2015 года Джордж играл главную роль в спектакле по пьесе Юджина О’Нилла «Ох, пустыня!» режиссёра Натали Эйбрахами в театре «Янг-Вик». В рецензии на пьесу Доминик Кавендиш (The Daily Telegraph) написал, что постановка его не впечатлила, но отметил игру Маккея.
В июле 2015 года Маккей сыграл главную роль в двухчастной телевизионной адаптации BBC «Изгой» по дебютной новелле Сэди Джонса. В феврале 2016 года Джордж исполнил роль Билла Тёркотта в научно-фантастическом мини-сериале Hulu по одноимённому роману Стивена Кинга «11.22.63».
С 29 марта по 14 мая 2016 года Маккей играл роль Мика в постановке «Сторож» режиссёра Мэттью Уорчуса по пьесе Гарольда Пинтера в театре «Олд Вик» в Лондоне, партнёрами Джорджа по сцене были Тимоти Сполл и Дэниэл Мейс.
В фильме «Капитан Фантастик» в 2016 году Маккей сыграл Бодевана, старшего сына Бена Кэша (Вигго Мортенсен).
В 2017 году актёра можно было увидеть в мистическом хорроре «Обитель теней» в компании таких актёров, как Миа Гот, Аня Тейлор-Джой и Чарли Хитон, а в 2018 году — в романтической драме «Офелия» с Дейзи Ридли в главной роли. В 2019 году Маккей присоединился к актёрскому составу военной драмы режиссёра Сэма Мендеса «1917».
В конце февраля 2020 года в российский прокат вышел биографический вестерн «Подлинная история банды Келли», в котором Маккею досталась главная роль «благородного разбойника» Неда Келли. Помимо него в фильме сыграли Рассел Кроу, Чарли Ханнэм и Николас Холт.

## Фильмография
| Год  | Название на русском                     | Оригинальное название          | Роль                   | Примечание                                     |
| ---- | --------------------------------------- | ------------------------------ | ---------------------- | ---------------------------------------------- |
| 2003 | Питер Пэн                               | Peter Pan                      | Карли                  |                                                |
| 2004 | Роуз и Малони                           | Rose and Maloney               | молодой Калум          | 1 эпизод                                       |
| 2005 | Следы на снегу                          | Footprints in the Snow         | Натан Хилл             | ТВ                                             |
| 2005 | Судебное дело                           | The Brief                      | Зак Фармер             | ТВ                                             |
| 2006 | Лорд Вор                                | The Thief Lord                 | Риччио                 |                                                |
| 2006 | Джонни и бомба                          | Johnny and the Bomb            | Джонни Максуэлл        | ТВ                                             |
| 2006 | Цунами                                  | Tsunami: The Aftermath         | Адам Пибоди            | ТВ                                             |
| 2007 | Лавка древностей                        | The Old Curiosity Shop         | Кит Нобблз             | ТВ                                             |
| 2008 | Вызов                                   | Defiance                       | Арон Бельский          |                                                |
| 2009 | Мальчики возвращаются                   | The Boys Are Back              | Гэрри                  |                                                |
| 2011 | То, что надо!                           | Hunky Dory                     | Джейк Зеппи            |                                                |
| 2012 | Птичья песня                            | Birdsong                       | рядовой Дуглас         | ТВ                                             |
| 2012 | Лучший из мужчин                        | The Best of Men                | рядовой Уильям Хит     | ТВ                                             |
| 2012 | Рядовой Писфул                          | Private Peaceful               | рядовой Томмо Писфул   |                                                |
| 2013 | Как я теперь люблю                      | How I Live Now                 | Эдди                   |                                                |
| 2013 | Солнце над Литом                        | Sunshine on Leith              | Дэйви                  |                                                |
| 2013 | За тех, кто в море                      | For Those in Peril             | Аарон                  | BAFTA Scotland 2013 в номинации «Лучший актёр» |
| 2013 | Завтрак с Джонни Уилкинсоном            | Breakfast with Jonny Wilkinson | Джейк                  |                                                |
| 2014 | Гордость                                | Pride                          | Джо «Бромли» Купер     |                                                |
| 2014 | Обход                                   | Bypass                         | Тим                    |                                                |
| 2015 | Изгой                                   | The Outcast                    | Льюис Олдридж          | ТВ                                             |
| 2016 | Капитан Фантастик                       | Captain Fantastic              | Бодеван Кэш            |                                                |
| 2016 | 11.22.63                                | 11.22.63                       | Билл Тёркотт           | ТВ                                             |
| 2017 | Бесконечность                           | Infinite                       | Майк Янг               | Короткометражный фильм                         |
| 2017 | Обитель теней                           | Marrowbone                     | Джек                   |                                                |
| 2017 | Где соприкасаются руки                  | Where Hands Touch              | Лутц                   |                                                |
| 2018 | Давно не виделись                       | Been So Long                   | Гил                    |                                                |
| 2018 | Офелия                                  | Ophelia                        | Гамлет                 |                                                |
| 2019 | 1917                                    | 1917                           | младший капрал Скофилд |                                                |
| 2019 | Подлинная история банды Келли           | True History of the Kelly Gang | Нед Келли              |                                                |
| 2019 | Руководство по сексу на втором свидании | A Guide to Second Date Sex     | Райан                  |                                                |
| 2021 | Волк                                    | Wolf                           | Джейкоб/Волк           |                                                |
| 2021 | Мюнхен                                  | Munich                         | Хью                    |                                                |
| 2023 | Предчувствие                            | La Bête                        | Луи                    |                                                |
| 2023 | Женщина                                 | Femme                          | Престон                |                                                |
| 2024 | Конец                                   | The End                        |                        |                                                |
| 2025 | Роза Невады                             | Rose of Nevada                 | Ник                    |                                                |
|      | Чувства и чувствительность              | Sense and Sensibility          | Эдвард Феррарс         |                                                |